# Psychotria roseocrema
Psychotria roseocrema là một loài thực vật có hoa trong họ Thiến thảo. Loài này được (Dwyer) C.M.Taylor miêu tả khoa học đầu tiên năm 1995.